# Pararrhaptica longiplicatus
Pararrhaptica longiplicata là một loài bướm đêm thuộc họ Tortricidae. Nó là loài đặc hữu của Kauai, Oahu, Maui, Lanai và Hawaii.
Ấu trùng ăn Myrsine.